# Delta Draconis
Delta Draconis (Altais, δ Dra) – gwiazda w gwiazdozbiorze Smoka, odległa od Słońca o około 97 lat świetlnych.

## Nazwa
Słowo Altais (al Tāis) oznacza w języku arabskim „koza”, jednak tradycyjna nazwa tej gwiazdy ma inne pochodzenie. Powstała ona ze zdeformowanego arabskiego słowa oznaczającego węża (al Tinnīn) i określającego cały gwiazdozbiór. Inna nazwa gwiazdy, Nodus Secundus, oznacza „drugi węzeł” ciała Smoka. Międzynarodowa Unia Astronomiczna zatwierdziła użycie nazwy Altais dla określenia tej gwiazdy.

## Charakterystyka
Delta Draconis jest żółtym olbrzymem należącym do typu widmowego G9. Jest 63 razy jaśniejsza niż Słońce i ma 11 razy większą średnicę, temperatura jej fotosfery to 4830 K. Ma około 700 milionów lat, w jej jądrze zachodzą reakcje syntezy helu w węgiel i tlen. Po zakończeniu syntezy helu gwiazda pojaśnieje, a w końcu odrzuci otoczkę, pozostawiając odsłonięte jądro – białego karła o średniej masie.
Jest to gwiazda okołobiegunowa, widoczna cały rok dla obserwatorów na północ od Zwrotnika Raka. Ma obserwowaną wielkość gwiazdową 3,07m i w pobliżu bieguna niebieskiego ustępuje jasnością tylko gwiazdom Polaris, Pherkad i Kochab z konstelacji Małej Niedźwiedzicy.
Nie ma pewności, czy Altais jest gwiazdą pojedynczą czy też podwójną. W odległości 82 sekund kątowych od niej znajduje się inna gwiazda o wielkości 12,58m, która może przypadkowo sąsiadować na niebie z Delta Draconis lub stanowić powiązany grawitacyjnie układ. W tym drugim przypadku gwiazdy dzieliłoby w przestrzeni 2500 au, a jeden obieg wspólnego środka masy zajmowałby co najmniej 75 000 lat. Słabsza gwiazda jest najprawdopodobniej czerwonym karłem typu widmowego M1.